# Округ Клеј (Арканзас)
Округ Клеј (енгл. Clay County) је округ у америчкој савезној држави Арканзас. По попису из 2010. године број становника је 16.083. Седишта округа су градови Пигот и Корнинг.

## Демографија
Према попису становништва из 2010. у округу је живело 16.083 становника, што је 1.526 (8,7%) становника мање него 2000. године.
| Група             | 2000.          | 2010.          |
| Белци             | 17.177 (97,5%) | 15.577 (96,9%) |
| Афроамериканци    | 33 (0,2%)      | 56 (0,3%)      |
| Азијати           | 14 (0,1%)      | 20 (0,1%)      |
| Хиспаноамериканци | 140 (0,8%)     | 217 (1,3%)     |
| Укупно            | 17.609         | 16.083         |